# Trialeurodes mameti
Trialeurodes mameti là một loài côn trùng cánh nửa trong họ Aleyrodidae, phân họ Aleyrodinae.
Trialeurodes mameti được Takahashi miêu tả khoa học đầu tiên năm 1951.